# Sophronica vittipennis
Sophronica vittipennis är en skalbaggsart som beskrevs av Stefan von Breuning 1966. Sophronica vittipennis ingår i släktet Sophronica och familjen långhorningar. Inga underarter finns listade i Catalogue of Life.